# Dallas Mavericks 1992-1993
La stagione 1992-1993 dei Dallas Mavericks fu la 13ª nella NBA per la franchigia.
I Dallas Mavericks arrivarono sesti nella Midwest Division della Western Conference con un record di 11-71, non qualificandosi per i play-off.

## Risultati
| Squadra                | V  | P  | %    | GB |
| ---------------------- | -- | -- | ---- | -- |
| Houston Rockets        | 55 | 27 | 67,1 | -  |
| San Antonio Spurs      | 49 | 33 | 59,8 | 6  |
| Utah Jazz              | 47 | 35 | 57,3 | 8  |
| Denver Nuggets         | 36 | 46 | 43,9 | 19 |
| Minnesota Timberwolves | 19 | 63 | 23,2 | 36 |
| Dallas Mavericks       | 11 | 71 | 13,4 | 44 |

## Roster
| N° | Naz.                   | Ruolo | Sportivo         | Anno | Alt. | Peso |
| -- | ---------------------- | ----- | ---------------- | ---- | ---- | ---- |
| 10 | Stati Uniti (bandiera) | G     | Lamont Strothers | 1968 | 193  | 86   |
| 12 | Stati Uniti (bandiera) | G     | Derek Harper     | 1961 | 193  | 84   |
| 13 | Stati Uniti (bandiera) | G     | Mike Iuzzolino   | 1968 | 178  | 79   |
| 20 | Stati Uniti (bandiera) | GA    | Tracy Moore      | 1965 | 193  | 91   |
| 20 | Stati Uniti (bandiera) | G     | Morlon Wiley     | 1966 | 193  | 84   |
| 23 | Stati Uniti (bandiera) | G     | Steve Bardo      | 1968 | 196  | 86   |
| 23 | Stati Uniti (bandiera) | G     | Tim Legler       | 1966 | 193  | 91   |
| 24 | Stati Uniti (bandiera) | G     | Jim Jackson      | 1970 | 198  | 100  |
| 30 | Bahamas (bandiera)     | A     | Dexter Cambridge | 1970 | 201  | 102  |
| 31 | Stati Uniti (bandiera) | AC    | Walter Palmer    | 1968 | 216  | 98   |
| 34 | Stati Uniti (bandiera) | A     | Doug Smith       | 1969 | 208  | 100  |
| 35 | Stati Uniti (bandiera) | C     | Donald Hodge     | 1969 | 213  | 104  |
| 40 | Stati Uniti (bandiera) | G     | Walter Bond      | 1969 | 196  | 91   |
| 41 | Stati Uniti (bandiera) | A     | Brian Howard     | 1967 | 198  | 93   |
| 43 | Stati Uniti (bandiera) | AC    | Terry Davis      | 1967 | 206  | 102  |
| 44 | Jugoslavia (bandiera)  | C     | Radisav Ćurčić   | 1965 | 208  | 125  |
| 45 | Stati Uniti (bandiera) | C     | Sean Rooks       | 1969 | 208  | 113  |
| 52 | Stati Uniti (bandiera) | A     | Randy White      | 1967 | 203  | 109  |

## Staff tecnico
- Allenatori: Richie Adubato (2-27) (fino al 13 gennaio)[1], Gar Heard (9-44)
- Vice-allenatori: Bob Zuffelato, Gar Heard (fino al 13 gennaio), Clifford Ray, Brad Davis
- Preparatore atletico: Doug Atkinson